# Надлеск
Надлеск (словен. Nadlesk) — поселення в общині Лошка Долина, Регіон Нотрансько-крашка, Словенія. Висота над рівнем моря: 580,3 м.